# Emma Puvrez
Pour les articles homonymes, voir Puvrez.
Emma Puvrez née le 25 juillet 1997, est une joueuse de hockey sur gazon belge. Elle évolue au poste de défenseure à l'Antwerp et avec l'équipe nationale belge.

## Vie privée
Emma est en couple avec Charlotte Englebert, également internationale belge.

## Carrière
Elle a été appelée en équipe première pour concourir à la Coupe du monde 2018 à Londres.

## Palmarès
- : 3e à l'Euro 2021